# Mikel Bustamante
Mikel Bustamante Bedmar (Amurrio, 1986) es un actor español.

## Biografía
Nació en la localidad alavesa de Amurrio en 1986. Vivió en Vitoria y se mudó a Barcelona para estudiar cine. Fue en Madrid donde consiguió su primer papel, con doce episodios en la serie Acacias 38, de Televisión Española. Actor en tres temporadas de La casa de papel, ha dirigido también varios cortometrajes premiados internacional y nacionalmente, incluido uno titulado Caníbales, con nominaciones en el Notodofilmfest y una decena de premios en el circuito de festivales. En Maixabel, interpretó a Patxi Makazaga, asesino del político Juan María Jáuregui. En su siguiente papel, ya en 2022, interpretó a Javi en Cinco lobitos, ópera prima como directora de largometrajes de Alauda Ruiz de Azúa. Por este papel obtuvo una nominación a mejor actor revelación en los Premios Goya de 2023.

## Filmografía
- Balada triste de trompeta (2010)[4]
- Banda Ancha (2012)[4]
- Apolo 81 (2015)[4]
- El doble más quince (2020)[4]
- La casa de papel (2019-2021)[1][2]
- Maixabel (2021)[1]
- Cinco lobitos (2022)[1][4]